# بقعاء
27°41′4.58″N 42°33′1.26″E / 27.6846056°N 42.5503500°E
بقعاء هي مدينة تقع في منطقة حائل، شمال المملكة العربية السعودية، تبعد عن مدينة حائل مسافة 75 كم في شمال شرقها. يبلغ عدد سكان مدينة بقعاء حوالي 20 ألف نسمة، وتعتبر ثاني مدينة فيها أكبر تجمع سكاني بعد مدينة حائل في منطقة حائل. تنقسم بقعاء إلى قسمين: بقعاء الغربية وبقعاء الشرقية ويفصل بينهما سبخة كبيرة تسمى قاع الملح. تعتبر بقعاء مقراً إدارياً لمحافظة تعد من أكبر محافظات منطقة حائل حيث يتبع لها 15 مركزاً إدارياً، وهي المحافظة الوحيدة التي صنفت كمحافظة من فئة (أ) في منطقة حائل. تعتبر بقعاء من أقدم بلدات منطقة حائل.

## التسمية وأصلها اللغوي
يعود أقدم تسمية لبقعاء كمكان إلى فترة ما قبل الميلاد في الكتابات العربية الشمالية القديمة «الثمودية». وقد ذكرت في كتب أهل الأخبار والجغرافيين العرب أمثال البكري، والإسكندري، والهمداني، والحموي، فقد وردت تسميتها في أكثر من موضع بالباء «بقعاء» وبالنون «نقعاء»; في 3 مواضع وصفت كقرية ومرة واحدة كماء وكموضع. مما جاء فيها أن بقعاء: قرية بأجا، وقرية من ضواحي الرمل، وماء معروف في ديار بني يربوع، وموضع في ديار طيئّ بنجد. أيضا ورد أنها قرية وقرنت باليمامة خطأ عند بعضهم. أما قيعانها وخباريها فقد وردت بمسميات منها القاع وقراقر وأحيانا وردت بمسمى النقائع كوصف لجميع القيعان والخباري التي حولها.
أما الأصل اللغوي ففي معاجم اللغة، بقعاء مؤنت أبْقَع. فالبقَعْاء من الأرضَيِن، َ التي يصُيب بعضهَا المطر ولم يصُب البعَضْ، َ والبقَعْة والبقُعْة: قطعة من الأرَض على غير هيئة التي بجنَبها، أيضاً هي المكانُ يَسْتَنْقِع فيه الماءُ، وسنَة بقَعْاء: ذات خِصبْ وجدب معاً، وعام أبَقْعَ: بقَعَّ فيه المطر.
لذلك يعود أصل التسمية إلى ما تتميز به أرض بقعاء وهي قيعانها وخباريها التي تتغير هيئتها على مدار السنه فتكون مجدبة في أوقات الجفاف، أو منتقعه بمياه الأمطار أحيانا أخرى، حيث تصب في قيعانها في موسم الأمطار سيول أودية تأتي من الجبلين، يعد أهمها: وادي الإديرع، الذي يمر وينصف مدينة حائل إلى نصفين حتى يصب في قاع بقعاء (قاع الملح).

## التاريخ

### ما قبل الإسلام
يعود أقدم ذكر لبقعاء تاريخياً لما قبل الميلاد في النقوش العربية الشمالية القديمة كما ذكر أستاذ الكتابات القديمة  سليمان الذييب، وتعد من الأماكن القليلة التي ذكرت في النقوش العربية الشمالية القديمة. ينتشر حول بقعاء الكثير من الرسومات والنقوش الثمودية، خصوصاً في جنوبها شرقها في موقع الجرباء وفي شعيب البويب، وتنتشر حتى تصل إلى جبلي جانين وجلدية. ويعود قدم هذه النقوش لما بين القرن الثامن قبل الميلاد حتى القرن الرابع الميلادي.
ذكر أهل الأخبار في قصة أجا وسلمى المشهورة أن إخوة سلمى وهم الغميم والمُضِلّ وفدك وفائد والحدثان، قد تفرقوا في أماكن عدة بعد قتلوا أجا وسلمى، وأن أحدهم نزل موضع القاع واستنبط به بئرًا وأقام به حتى مات وهو قاع بقعاء، حيث يعد من أكبر قيعان منطقة حائل وتصب فيه أودية تأتي من جهة الجبلين.
كان يسيطر على كل ما يقع شمال شرق جبلي طيء بني يربوع من تميم وقبيلة أسد، خصوصاً ما كان يسمى صحن الملا والحزن «حزن بني يربوع». وقد كان لهذه المنطقة نصيب بكثير من الوقائع والأيام المشهورة عند العرب لأسباب منها وفرة موارد المياه نسبياً ولجودة مواضع الرعي في ما يسمى الحزن وهو ما جعلها موضع تنافس بين القبائل، فمن أيام العرب المشهورة التي وقعت حول بقعاء: يومي زرود الأول والثاني ويوم الهبير ويوم الشعيبة في شرقها. أما بقعاء فقد ذكرت المصادر أنها منذ فترة مبكرة كان فيها تنوع أنطبع عليها حتى يومنا هذا، فكان يغلب عليها بني سليط بن يربوع من تميم وتواجد لبني قرواش من جديلة طيء، ثم في أوقات لاحقة فرع من بني غزية من طيء.
ورد في الفصوص للبغدادي وفي لسان العرب لأبن منظور، أن امرأة من بقعاء كان قد تزوجها رجل من بني أسد في لينة، ثم تركها زوجها، فحنت لبلدها بقعاء، فقالت:

### العصر الإسلامي
تعتبر بقعاء من الأمواه التي عسكر بقربها جيش القادسية سنه 14هـ، حينما أمر الخليفة الثاني عمر بن الخطاب رضي الله عنه سعداً بن أبي وقاص بالنزول في زرود شرقي بقعاء. فمن ما جاء في تاريخ الطبري:
وقد تبع هذه الحملة سياسة توطين لقبائل عديدة من هذه المنطقة إلى العراق بأمر عمر بن الخطاب رضي الله عنه، حيث هاجرت أعداد كبيرة من قبائل مختلفة كانت تسكن المنطقة إلى الكوفة والبصرة والأهواز. إضافة إلى ذلك، التغير الكبير الذي طرأ على «درب الحيرة - درب زبيدة» مع بدء عبور الحجاج له من الأقطار الإسلامية ونشوء أسواقاً كثيرة على مناهل المياه شكلت شرياناً اقتصادياً لكثير من ساكني المنطقة لقرون عديدة.
في أول أيام الدولة الأموية، حدثت مناوشات حول بقعاء وقاعها بين بني الخطفي من كليب بن يربوع وبني سليط بن يربوع مع صعود العصبية القبلية في تلك الفترة، بدأ بها يبزغ نجم الشاعر المشهور جرير. تجلى ذلك حينما لج الهجاء بينه وبين غسان السليطي في أربعة قصائد نقضها جرير. فذكرت بقعاء في قول جرير:
وفي موضع قبله يوضح جرير أن القاع كان موضع خلاف بينهم:
وهذا يدل على أن القاع كان فاصلاً بين بني الخطفي من كليب وبني سليط، أو على الأقل محل نزاع بينهم، وهذا القاع اليوم يقسم ما يسمى اليوم بقعاء إلى بقعاء غربية وشرقية. وتعتبر هذه القصائد بدايات ما يعرف لجرير في الهجاء، ثم أستمر جرير بعدها بالهجاء من شاعر لآخر حتى أنتهى يتهاجا هو والفرزدق لمدة 40 سنه.
في أواخر العصر العباسي، أغار القرامطة سنه 312 هـ على الحجاج في رملة الهبير شرقي بقعاء، وقتلوا خلقاً كثيراً وأسروا أعيانهم، منهم عالم اللغة أبو منصور الأزهري.

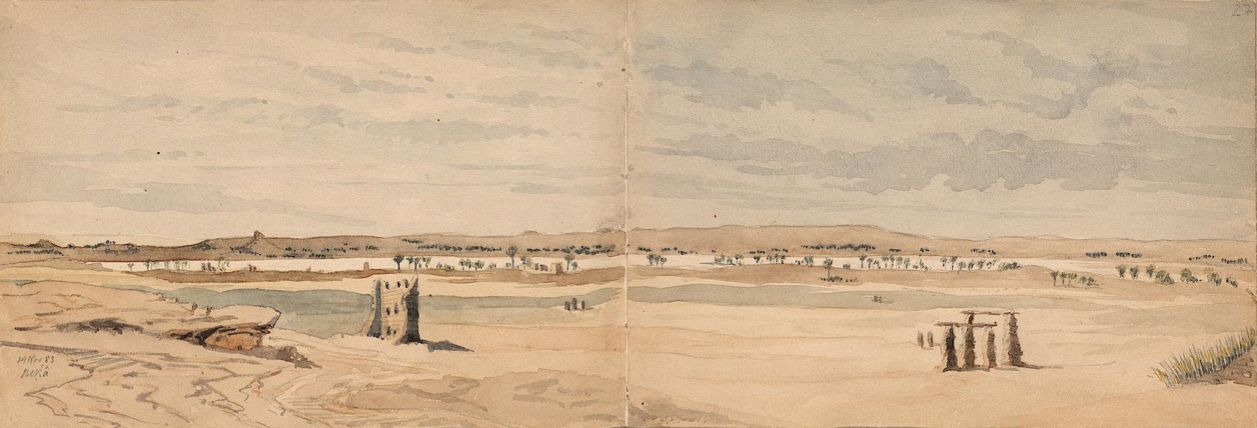
رسمة لأطلال مهدمة وسبخة بقعاء قبل 130 سنة - بريشة المستشرق يوليوس أويتنج (1883م).

### التاريخ الحديث
مع بداية تشكل إمارة حائل في نهاية القرن العاشر الهجري، بدأ يتضح أنها أصبحت ممراً مهماً للحجاج سالكي درب زبيدة وللقوافل التجارية، ومع مضي الزمن حدثت تغيرات كثيرة في طرق القواقل التجارية ودروب الحجاج. فقد إنتقل درب الحجاج وطرق القوافل التجارية من فيد إلى حائل، وبذلك إنتقل أيضاً من الأجفر إلى بقعاء، فأصبحت بقعاء ممراً مهماً ومحطة يستريح بها الحجاج والقوافل التجارية بين العراق وحائل وموقعاً إستراتيجياً للغزاة وقطع إمداد القوافل التجارية عن أهل الجبلين.
في أولى فترات تشكل الدعوة الوهابية، كان أول احتكاك بين الحركة الوهابية وأهالي منطقة حائل في بقعاء. ففي سنه 1200 هـ، غزا حجيلان بن حمد، أمير بريدة ومن أكثر المتحمسين للدعوة الوهابية، نواحي حائل، فذكرت له قافلة خارجة من البصرة إلى أهل الجبلين، فأسرع السير حتى وصل إلى بقعاء، فوافق في بقعاء القافلة ومعها كثير من اللباس والقماش لأهل الجبل وغيرهم فأخذها وقتل منهم قتلى كثيرة.
جائت حملة محمد علي باشا وانهت الدولة السعودية الأولى ثم تلى انسحابها جزئياً فوضى في إقليم نجد وتبدل مستمر في موازين القوى والتحالفات في المنطقة، فنتج عن ذلك مستجدات سياسية في نجد وفوضى وصعود قوى جديدة منها خلافات قديمة بين آل رشيد في حائل وزعماء القصيم مهد لوقوع صدام وشيك وهو ما حدث في معركة بقعاء المشهورة.

#### معركة بقعاء (كون بقعاء)
وقعت في بقعاء معركة بقعاء المعروفة بكون بقعاء في يوليو 1842م بين أهالي منطقة حائل وبقعاء بقيادة آل رشيد ضد زعماء وأهالي القصيم وأحلاف لهم، حيث سماها ابن بشر «الوقعة العظمى والحادثة الكبرى»، وتعتبر هذه المعركة إعلان لقيام إمارة قوية في حائل. كانت نتيجة المعركة انتصار كبير لآل رشيد وأهالي منطقة حائل وبقعاء وهزيمة شنيعة لأهل القصيم وحلفائهم بعد أن قتل سادة بلدات القصيم، حيث قتل من أهل بريدة وعنيزة الكثير من بينهم الأمير يحيى بن سليم وابن للأمير عبد العزيز بن محمد، أدى فيما بعد إلى ضم القصيم لإمارة حائل.

### المستشرقين والرحالة
مر على بقعاء وذكرها وتوقف بها أكثر من مستشرق زاروا منطقة حائل خصوصاً في عهد إمارة آل رشيد، أولهم المستكشف الإيطالي كارلو غوارماني الذي ذكر بإسهاب بقعاء في مذكراته. ثم جاء بعده الفرنسي هوبر الذي زار بقعاء مرتين، الثانية مع الألماني يوليوس أويتنج. ويعد هذان المستشرقان أكثر من قدم وصفاً لبقعاء وتفاصيل دقيقة ورسومات عن البلدة. كذلك ذكرت بقعاء بإسهاب في مذكرات الليدي آن بلنت التي زارت حائل.

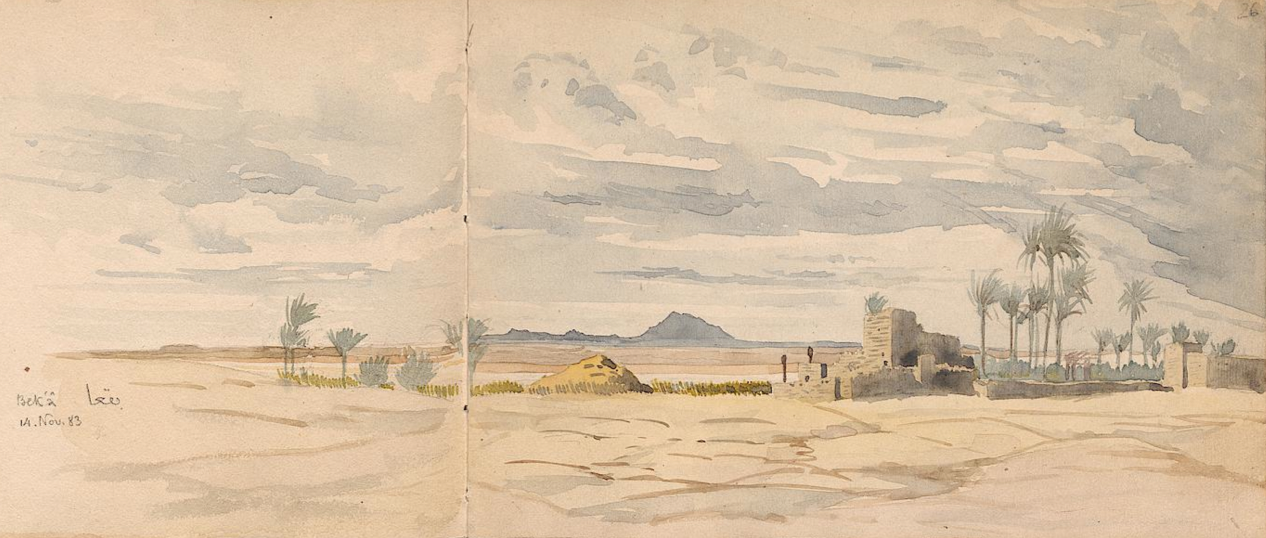
رسمة لجزء من بلدة بقعاء قبل 130 سنة يظهر فيه جبل جلدية في الخلفية - بريشة المستشرق يوليوس أويتنج (1883م).

مما ذكره غوارماني عن بقعاء (أبريل 1864م):
- | بقعاء | في يوم 28 أبريل 1864م، عدت إلى حائل إلى داري الصغير، تغمرني سعادة غامرة. وكان بندر بن رشيد في قرية بقعاء. لم أفكر أبداً في أن أذهب هناك، ولكن من أجل أن أتمكن من تحديد موقعها، صعدت إلى تله مجاورة، يمكن من أعلاها استكشاف الجبال التي تحيط بها. بعد بضعة أيام، لما ذهبت من الأميرين عبدالرحمن ورشيد بن رشيد، لمشاهدة خيلهما على الطريق الذي يؤدي إلى هذه القريه، قمت بالتجوال عليه على مدى 8 ساعات، ولاحظت أننا بعد 7 ساعات قد وصلنا إلى جبل (جبل جلدية) يقع تقريباً على منتصف الطريق إلى قرية بقعاء. | بقعاء |

مما ذكره هوبر عن بقعاء (نوفمبر 1883م):
| بقعاء | تقع بقعاء بشكل جميل جداً في حوض شاسع من الحجر الأبيض الممتد من الشرق إلى الغرب، وتتألف القرية من مجموعتين من المنازل: المجموعة الشرقية وتدعى الصهيبي، والأخرى الغربية وتدعى اللويمي. | بقعاء |

| بقعاء | بين الصهيبي واللويمي مجموعة صغيرة من 4 منازل تدعى الشرقية (بقعاء الشرقية)، وتعتبر قديمةً جداً كانت في غابر الزمان تدعى الحمْام أو مريقب (جبل مريقب)، وإلى جانبها ملكية معزولة دون نخيل محاطة بالحقول وتحمل اسم القصيفة، وعلى مقربة توجد مجموعة أخيرة تدعى قويعان وسط حوض مغطى بطبقة سميكة من الملح الشديد المرارة. لكل من حي الصهيبي وحي اللويمي قصر كبير مربع مبني من الحصى والملاط دون كلس، مع أبراج صغيرة عند الزوايا الأربع, وقصر الصهيبي هو الأكبر. | بقعاء |

| بقعاء | المياة السيئة والمالحة بشكل عام تقع على عمق يتراوح ما بين 8 و10 أمتار، وبما أن الحث الذي حفرت فيه الآبار شديد الليونة، فإن فتحة الآبار واسعة جداً. بئر واحدة تعطي ماء مقبولاً وهي بئر قصر اللويمي ومياهها وتميل إلى الزرقة وقد ذكرني بماء نهر الراين، وهذه البئر تدعى سمحة. | بقعاء |

| بقعاء | نخيل بقعاء جميل وينتج نوعاً جيداً من التمر، كما يزرع فيها كل سنة القمح والشعير. | بقعاء |

| بقعاء | كان الحجيج يخيمون على بعد كيلومتر واحد تقريباً إلى الشمال-الشرقي على هضبة من الصخر العاري يدعى قطيان. | بقعاء |

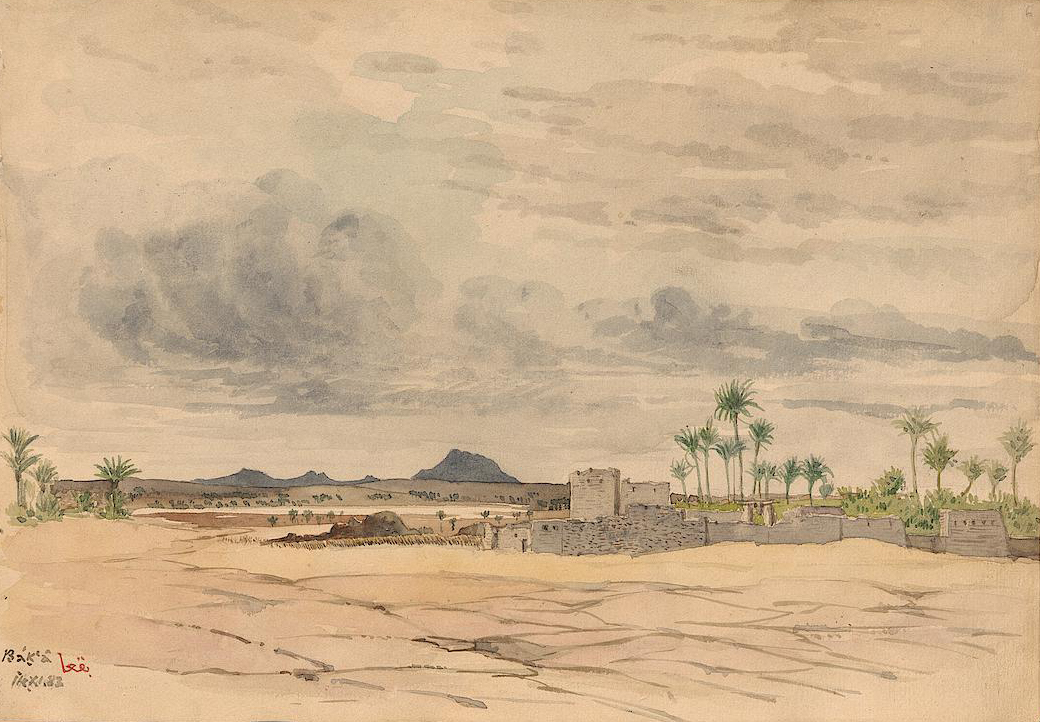
رسمة لجزء من بقعاء قبل 130 سنة - بريشة المستشرق يوليوس أويتنج (1883م).

مما ذكره يوليوس أويتنج عن بقعاء (نوفمبر 1883م):
| بقعاء | حينما صعدنا التل، شاهدنا فجأة في الواحة المقابلة بحيرة بيضاء كبيرة تحيط بها أشجار النخيل السوداء وتتوسطها حقول وآبار شبه متهدمه ومجموعة من المنازل المتناثرة، وبرج للمراقبة بني فوق تل صخري، تلك كانت بلدة بقعاء ومنطقة السبخة المحيطة بها. بعد ساعة ونصف من المسير على إمتداد حافة الوادي بدأنا بالنزول تدريجياً نحو السبخة التي تتخللها خطوط متقاطعة وغير ممهدة، بعضها للمشاة وبعضها الآخر للحيوانات، وإلى اليمين والشمال من تلك الخطوط الرمادية اللون كانت الأرض لزجة، وقد كانت السبخة في هذا الوقت من العام عبارة عن مستنقع ملحي يخرج منه الملح نقياً كالثلج. | بقعاء |